# Osada Kulturowa w Kadzidłowie
Osada Kulturowa w Kadzidłowie – prywatny skansen zlokalizowany w miejscowości Kadzidłowo (gmina Ruciane-Nida, województwo warmińsko-mazurskie).

## Historia i działalność
Krzysztof Worobiec, geograf i regionalista, wraz z żoną Danutą, rozpoczął w 1996 roku przenoszenie i rekonstrukcję zabytkowych budynków drewnianych z południowych Mazur oraz pogranicza mazursko-kurpiowskiego. Osada jest położona w Kadzidłowie.
W skład osady w Kadzidłowie wchodzą m.in.: chałupa z początku XX wieku z Dąbrów (powiat Szczytno), w której obecnie mieści się „Oberża pod Psem”; chałupa z początku XX wieku z Rozóg (powiat Szczytno), pełniąca funkcję obiektu noclegowego; spichlerzyk z początku XX wieku z Piątkowizny (powiat Ostrołęka), zaadaptowany na ekspozycję muzealną; spichlerzyk podcieniowy z tego samego okresu (również z powiatu ostrołęckiego), przekształcony w tradycyjną starowierską saunę parową („banię”); podcieniowa chałupa z końca XVIII lub początku XIX wieku z Warnowa (powiat Pisz), mieszcząca muzeum etnograficzne; budynek gospodarczy z początku XX wieku ze wsi Kwiatuszki (powiat Szczytno), retranslokowany z Wachu (powiat Ostrołęka); tzw. „komnatka” dobudowana do chaty z Dąbrów (Oberży pod Psem); oraz spichlerzyk z początku XX wieku z nieustalonej mazurskiej wsi, przeniesiony z Ksebek (powiat Kolno).

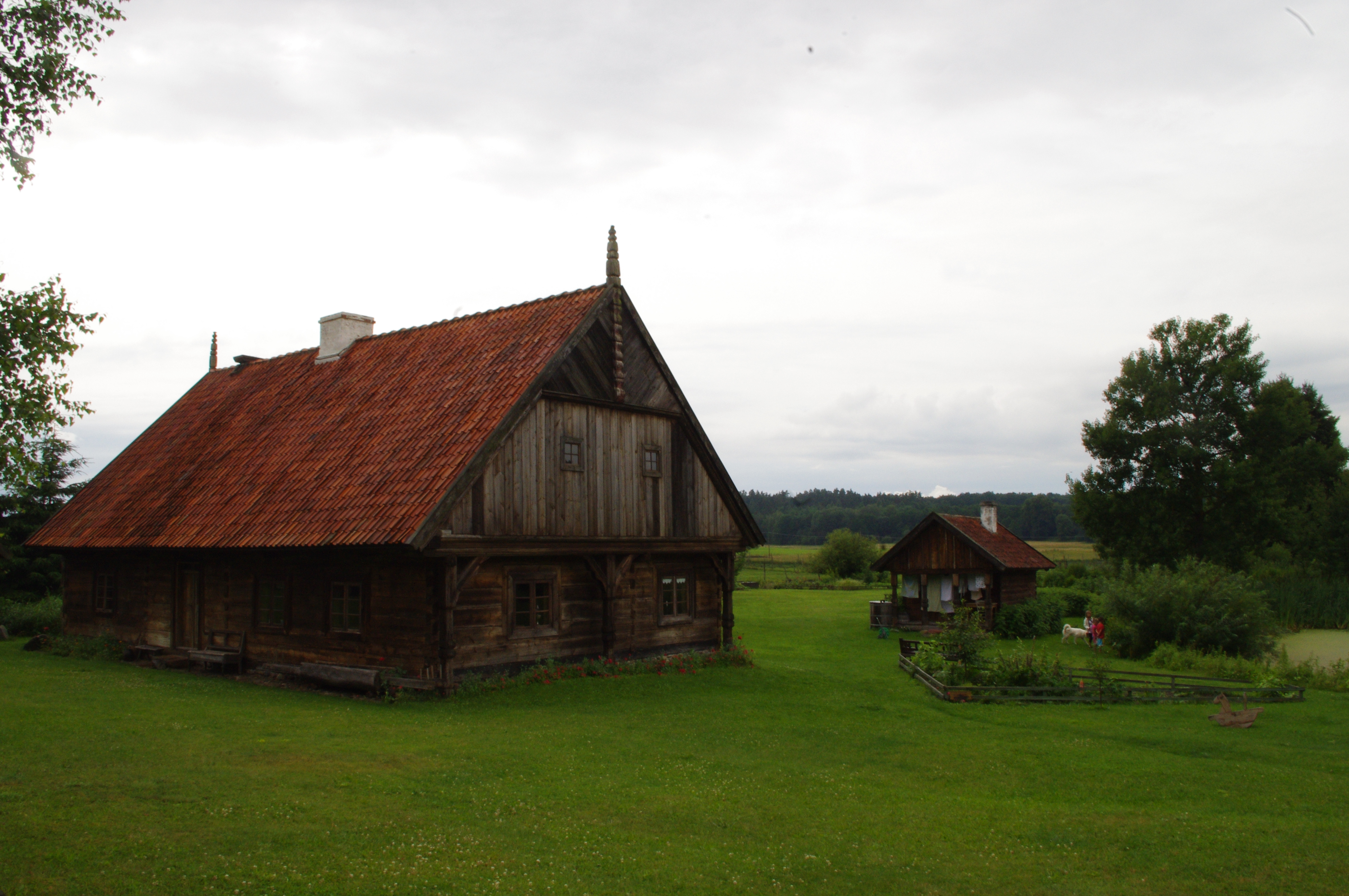
Osada Kulturowa w Kadzidłowie – fragment: licząca ponad 200 lat chałupa podcieniowa z Warnowa oraz spichlerzyk podcieniowy

## Muzeum

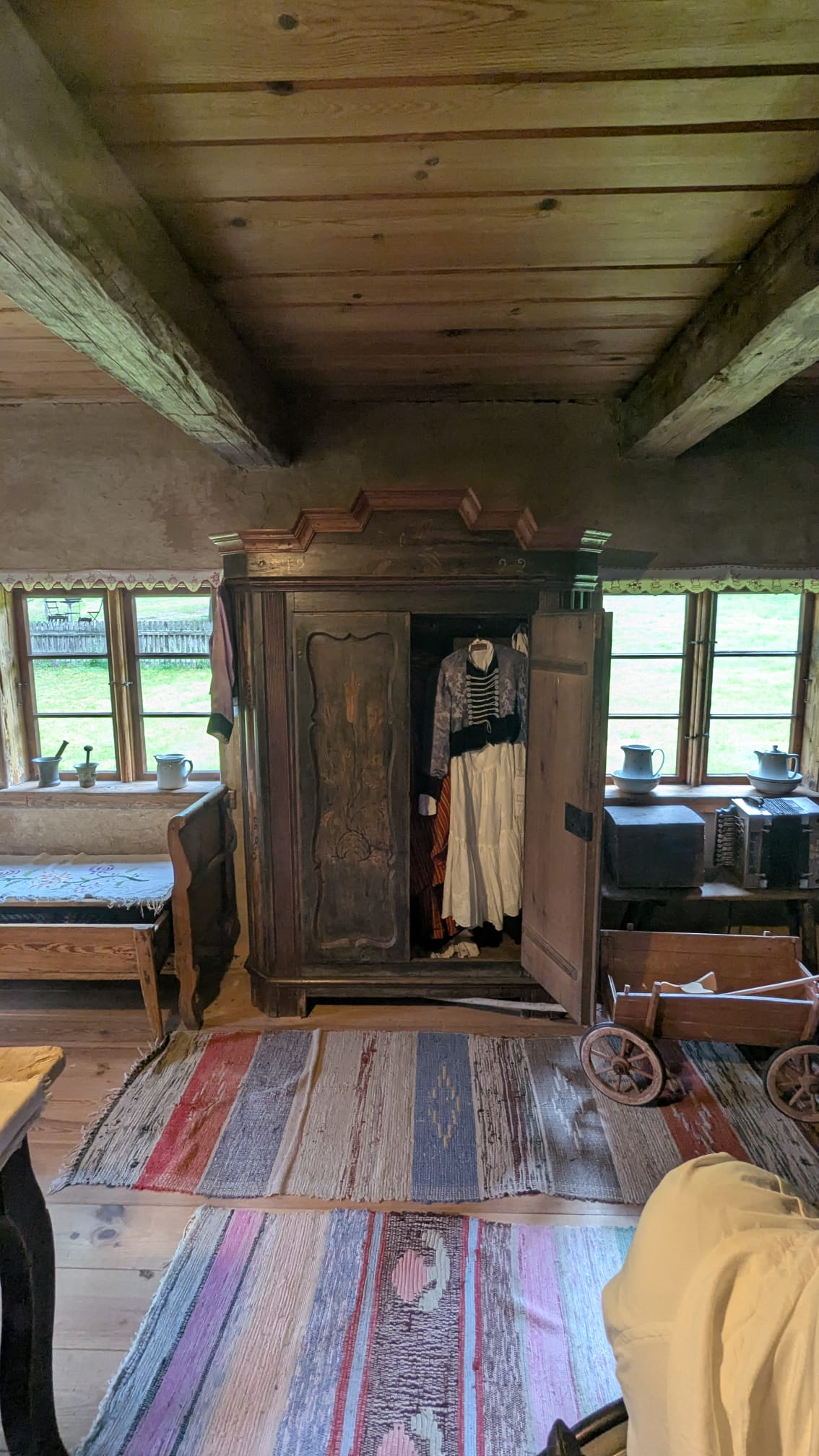
Wnętrze odtworzonej dużej izby części mieszkalnej z malowaną w kwiaty szafą z 1822 roku, obok niej stoi ława do spania (szlaban) i drewniane zabawki dziecięce

Ekspozycja muzealna znajduje się w dużej chałupie z podcieniem szczytowym wzniesionej przez bogatego gospodarza; charakterystyczne są dla niej trzy słupy podcieniowe, ozdobna belka profilowana i zdobiące kalenicę dachu pazdury. Budynek jest drewniany, z potężnych bali uszczelnianych mchem i tynkami glinianymi, łączenie desek jest wykonane kołkami drewnianymi. Jej przenoszenie i odbudowa została ukończona w październiku 2003 roku.
W chałupie zostały odtworzone wnętrza tradycyjnego domu mazurskiego z początków XX wieku. W izbach na parterze znajdują się pomieszczenia mieszkalne, odpowiadające strukturze trzypokoleniowej rodziny: duża izba, sypialnia gospodarzy i ich dzieci oraz dziadków.
Jedną z atrakcji jest tzw. czarna kuchnia zwana też polską – jedyne pomieszczenie w chałupie wymurowane z cegieł -
potężny, piramidalny komin w centrum budynku (tzw. szeroki komin), w którym eksponowane są żeliwne garnki (tzw. grop), trójnóg (drajfus, drejfus, dynarek) oraz narzędzia używane przy wypieku chleba. W
czarnej kuchni są także piec chlebowy oraz wędzarnia – nadal używana.

### Izby mieszkalne
W izbach na parterze odtworzone zostało mieszkanie bogatego gospodarza (gbura) ukazujące, jak na początku XX wieku żyło się na Mazurach. Ta część składa się z dużej izby, trzech alkierzy – dwóch sypialni i komory (spiżarni). W głównej, największej izbie znajdują się „reprezentacyjne” meble, m.in. malowana w kwiaty szafa z 1822 roku, niewielki, niebieski mebel kątowy na Mazurach zwany
rogalem, niebieska skrzynia posażna malowana w kwiaty, są też ławy do spania (szlabanki), a w ścianie przylegającej do czarnej kuchni otwarte palenisko wnękowego, które dawało światło wieczorem. W izbie, nad skrzynią posażną, wisi oprawiony w czarną ramę bukiet białych kwiatów wyciętych z łusek rybich. Znajduje się też akordeon guzikowy typu heligonka.
W alkierzu obok jest urządzona sypialnia gospodarza z łóżkiem dziecięcym, 
które można było wydłużać wraz z wiekiem dziecka. Jest tu też zapiecek – nazywany leżanka, dla
osób chorych lub starszych. Jest też izba dziadków (po mazursku grozków) oraz spiżarka, gdzie trzymano jedzenie i rozmaite zapasy. W spiżarni stoi XIX-wieczna drewniana lodówka na lód; lód, który w zimie wyrąbywano w jeziorze
i w lodowniach przechowywano do lata.

### Klasa wiejska

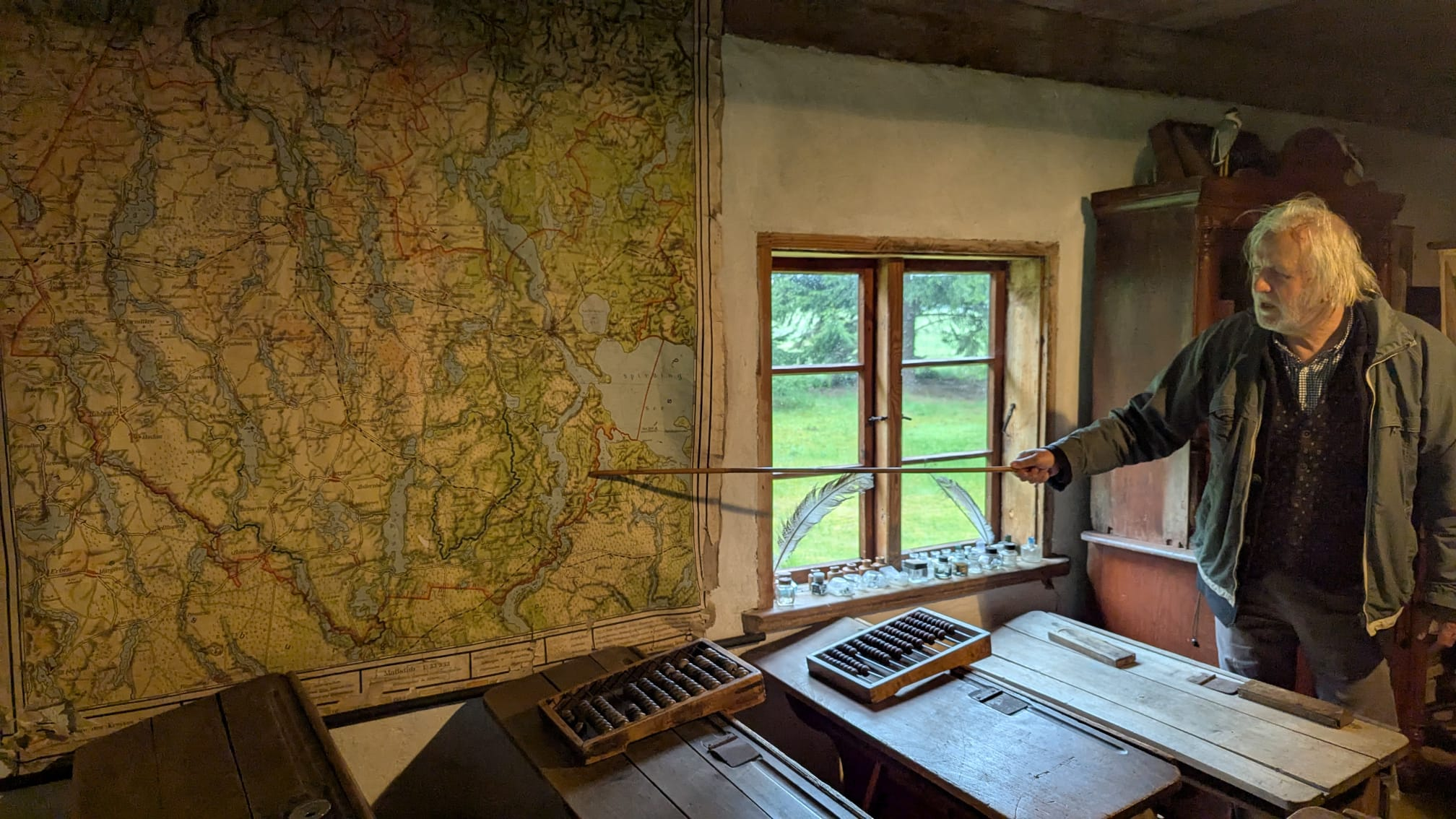
Wnętrze odtworzonej klasy szkolnej: „nauczyciel” pokazuje na dużej mapie szkolnej Warnowo – miejsce, w którym przed translokacją znajdowała się chata

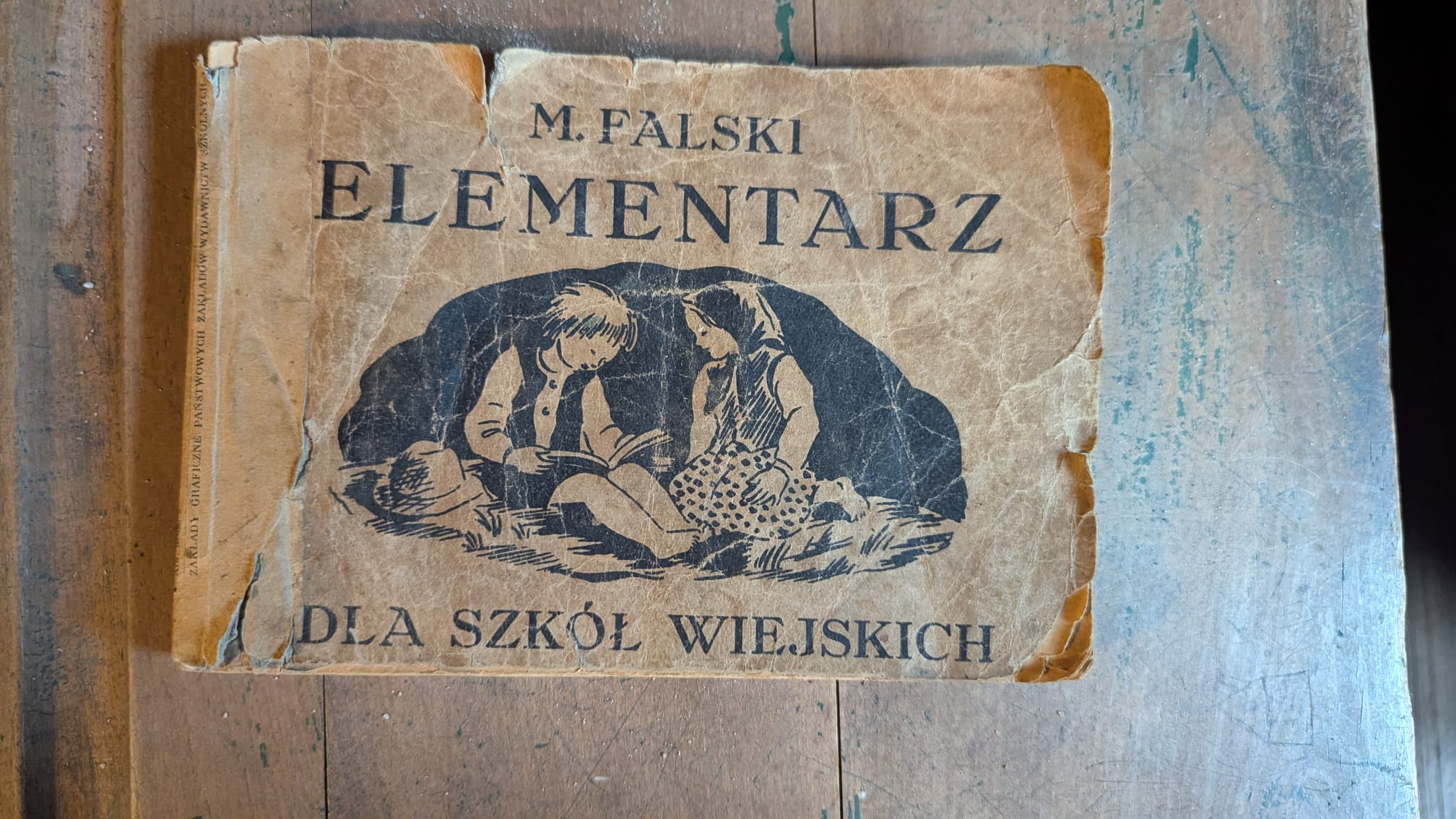
Elementarz Falskiego dla szkół wiejskich

W lewej części chałupy odtworzono jednoizbową wiejską szkołę z ok. 1930 roku, z oryginalnymi ławkami szkolnymi i tablicą pochodzącymi ze szkoły elementarnej w Ukcie. Na ścianie wisi duża mapa „Kreis Sensburg” (powiat Mrągowo), używana w szkołach niemieckich tego okresu. Zgromadzone są liczne eksponaty związane ze szkolnictwem: kałamarze,
obsadki, piórniki, łupkowe tabliczki do pisania, tornistry, liczydła oraz atlasy i
podręczniki: m.in. niemiecki elementarz „Lernfreude – Deutsche Schreiblese” autorstwa Maximiliana Schlegla (Leitmeritz 1936), jak i polski „Elementarz” Mariana Falskiego (Lwów 1937, przedruk PZWS 1946/47). Wyjątkowym eksponatem jest rzadki „Toruński Elementarz Polski z obrazkami”, przeznaczony dla dzieci uczących się po niemiecku. Są też świadectwa ukończenia szkoły elementarnej z 1889 i 1900 r. oraz świadectwa gimnazjalne z 1886/7 roku. Do klasy
szkolnej przylega niewielka izdebka, a w niej odtworzono mieszkanie wiejskiego nauczyciela.

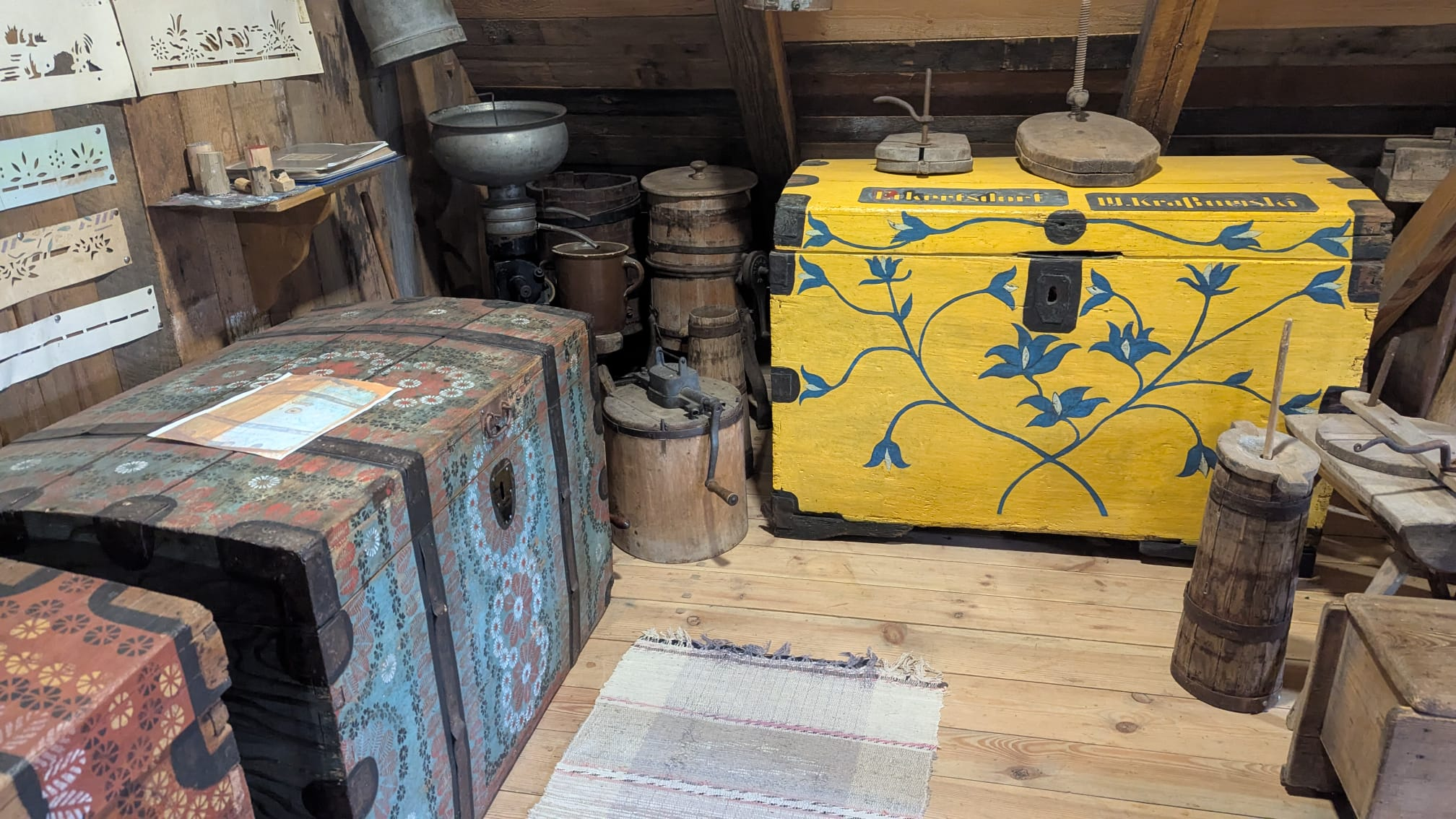
Fragment ekspozycji etnograficznej na poddaszu – fragment liczącej 38 szt. kolekcji skrzyń i kufrów

### Kufry i skrzynie
W wiejskich domach ubrania wieszano na pałąkach. W XIX wieku pojawiły się kufry (wypukłe zamknięcie) i skrzynie (płaskie wieko). Początkowo nie były malowane ale od początków połowy XIX wieku były ozdabiane i malowane. W kolekcji Osady Kulturowej znajduje się 38 kufrów i skrzyń z różnych lat, starsze łączone były na kołki drewniane, dopiero później zaczęto używać gwoździ.  Kolekcja ilustruje rozwój kufrów i skrzyń wiejskich.

### Inne sprzęty

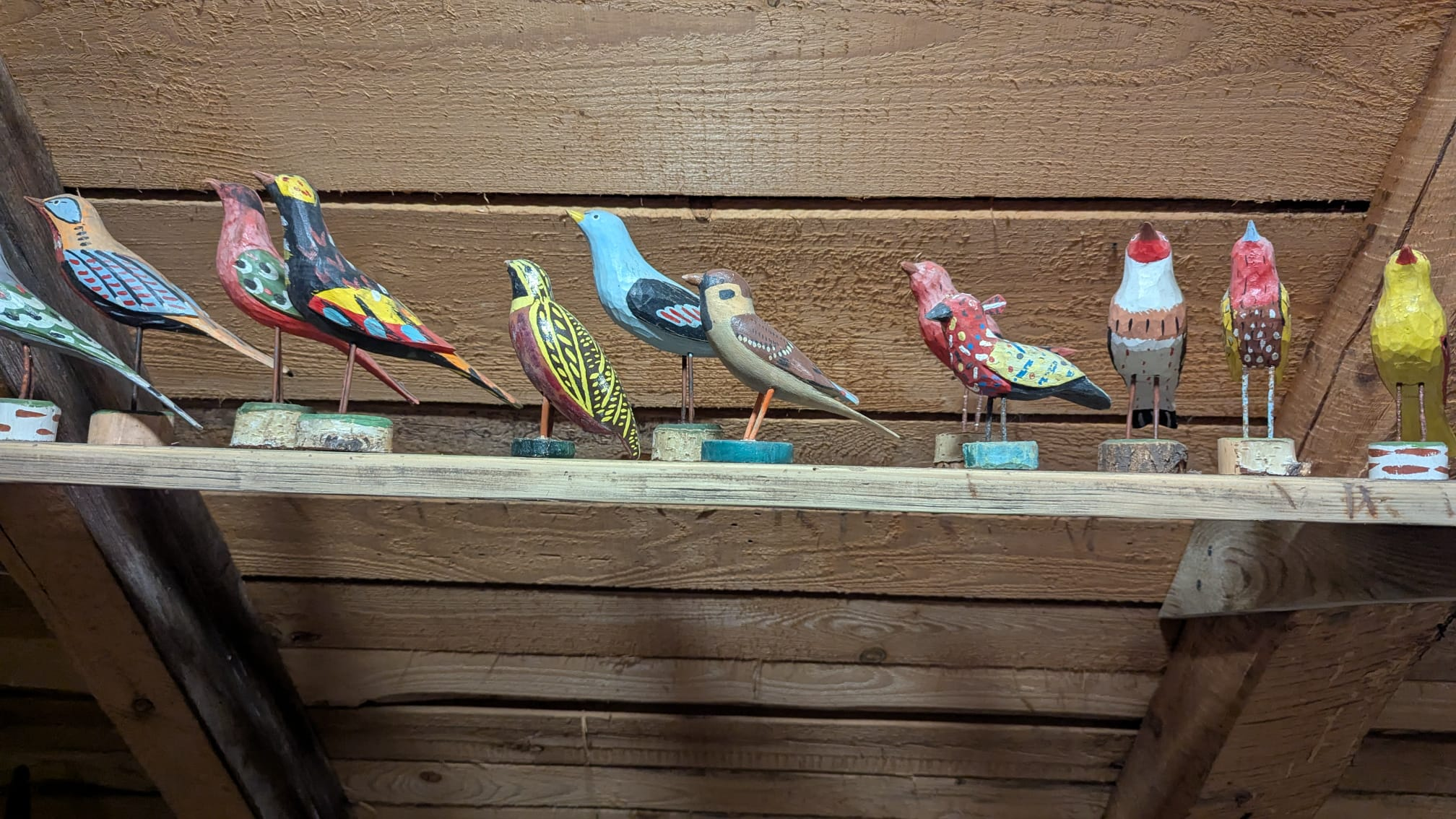
Kolekcja malowanych ptaków z drewna, praca ludowego nieznanego z nazwiska mazurskiego artysty

Na poddaszu znajduje się część etnograficzna, w której zgromadzono narzędzia i sprzęty dawnego gospodarstwa domowego, m.in. sierpy, maglownice, maselnice oraz kolekcję zabytkowych skrzyń i kufrów.
Zaprezentowano również kolekcję malowanych ptaków z drewna, wykonaną przez nieznanego z nazwiska ludowego artystę z Mazur, zakupioną od pani Walentyny Dermackiej – założycielki galerii sztuki ludowej w Pieckach. Wystawa obejmuje bogaty zbiór sprzętów codziennego użytku: kolekcję stęp do obłuskiwania i kruszenia ziarna na kaszę (trzy kielichowate i jedna kłodowa), różnego rodzaju niecek, dłubanek, beczek i naczyń drewnianych służących do przygotowywania i przechowywania żywności, sprzętów do prania, maglowani, przyborów kuchennych – wag, gofrownic, a nawet pułapek na myszy. Jest też warsztat szewski oraz tkalnia.
Ekspozycję uzupełniają eksponaty dotyczące lokalnej historii – m.in. zbiór obiektów z XIX-wiecznej huty żelaza w Wądołku, takich jak odlewane garnki i
płyty żeliwne, pobliskich karczm z przełomu XIX i XX wieku, a także tablice
informacyjne pokazujące proces translokacji chałupy oraz budownictwa
drewnianego.
W sąsiadującym z chałupą podcieniową niewielkim spichlerzyku są zgromadzone
przedmioty – głównie wydłubane z pni drzewa, służące do przechowywania zboża i płodów rolnych.

## Oberża
„Oberża pod Psem” (istnieje od 1999 r.) mieści się w liczącej ponad 100 lat chałupie translokowanej z Dąbrów (pow. Szczytno).
W oberży serwowane są potrawy regionalne, przygotowywane z lokalnych i ekologicznych produktów z własnego gospodarstwa. Jej wnętrze pełni funkcję żywego muzeum, ozdobione jest zabytkowymi sprzętami codziennego użytku.

## Patrz też
Film "Mazury nieznane Osada w Kadzidłowie".